# Robot Rock
Robot Rock è un singolo del gruppo musicale francese Daft Punk, pubblicato l'11 aprile 2005 come primo estratto dal terzo album in studio Human After All.

## Descrizione
Il brano è stato scritto dai componenti del duo, Thomas Bangalter e Guy-Manuel de Homem-Christo, in collaborazione con Kae Williams. Si caratterizza per un campionamento tratto da Release the Beast dei Breakwater.

## Tracce
CD
1. Robot Rock (Radio Edit) – 3:07
2. Robot Rock (Soulwax Remix) – 6:30
3. Robot Rock (Maximum Overdrive) – 5:56
4. Robot Rock – 4:48

12"
- Lato A

1. Robot Rock – 4:48

- Lato B

1. Robot Rock (Maximum Overdrive) – 5:56
2. Robot Rock (Soulwax Mix) – 6:30
3. Rockapella

## Classifiche
| Classifica (2005)        | Posizione massima |
| ------------------------ | ----------------- |
| Finlandia                | 12                |
| Francia                  | 79                |
| Germania                 | 100               |
| Italia                   | 32                |
| Regno Unito              | 32                |
| Regno Unito (dance)      | 1                 |
| Spagna                   | 17                |
| Stati Uniti (dance club) | 15                |